# 판교 백제·고구려 고분군
판교 백제·고구려 고분군은 대한민국 경기도 성남시 분당구 판교동에 있다. 2012년 12월 21일 성남시의 향토문화재 제11호로 지정되었다.

## 개요
판교 삼국시대 횡혈식 석실분 11기는 분당구 판교동과 삼평동 지역에서 각각 발굴되었다. 조성 시기는 4세기 후반∼5세기 후반으로 추정된다. 백제 근초고왕 전후시기의 활발했던 동북아시아 대외 교류 및 고구려 남하의 증거이며, 이후 백제의 웅진(공주)천도로 이어지는 한성백제의 변천 과정을 시사한다.